# En Avant Estuaire FC
En Avant Estuaire FC fue un equipo de fútbol de Gabón que jugó en la Primera División de Gabón, la liga de fútbol más importante del país.

## Historia
Fue fundado en el año 1986 en la capital Libreville con el nombre Delta Sports, y cambió de nombre varias veces, las cuales fueron:
- 1986-2003 : Delta Sports
- 2003-09 : Delta Telstar Gabon Téléstar FC
- 2009-11 : En Avant Estuaire FC[2]

Nunca fueron campeones de la Primera División de Gabón, la cual jugó por última vez en la temporada 2010/11 y lo más importante que consiguieron a nivel local fue ganar el título de copa en 2 ocasiones. Desaparecío en 2011.
A nivel internacional ganaron la Copa de Clubes de la UNIFFAC en 1 ocasión, y a nivel de la CAF participó en 3 torneos continentales en donde nunca ha superado la primera ronda.

## Palmarés
- Copa Interclubes de Gabón: 2

1992, 2006
- - Finalista: 1

1993
- Copa de Clubes de la UNIFFAC: 1

2005

## Participación en competiciones de la CAF
| Temporada | Torneo                       | Ronda | Club           | Casa | Visita | Global |
| --------- | ---------------------------- | ----- | -------------- | ---- | ------ | ------ |
| 1993      | Recopa Africana              | 1     | AC Semassi FC  | 1-0  | 0-2    | 1-2    |
| 1994      | Copa CAF                     | 1     | As Nianan      | 0-2  | 1-1    | 1-3    |
| 2007      | Copa Confederación de la CAF | 1     | OC Bukavu Dawa | 1-0  | 0-2    | 1-2    |